# La Roche-aux-Fées (Plénée-Jugon)
Pour les articles homonymes, voir Roche-aux-Fées.
La Roche-aux-Fées, appelée aussi La Petite Bernais ou La Gentière, est une allée couverte, située à Plénée-Jugon dans le département français des Côtes-d'Armor.

## Protection
Le monument fait l’objet d’un classement au titre des monuments historiques depuis le 26 août 1970.

## Description
L'allée couverte a été édifiée sur le versant nord d'une colline dominant le paysage (135 m d'altitude). Elle mesure 14,80 m de long pour une largeur allant de 1,20 m à 1,56 m. À l'origine, elle était composée de trente-cinq blocs principalement de grès quartzeux et de schistes rouges issus de la région. Il en demeure cinq tables de couverture, huit orthostates à l'ouest et six à l'est et la dalle de chevet. Les orthostates sont en position inclinée vers l'intérieur de la chambre.
Le monument a été fouillé en 1875 par la Société archéologique des Côtes-du-Nord mais on ne dispose pas du compte-rendu des fouilles.